# Archie Goodwin (basket-ball)
Archie Goodwin, né le 17 août 1994, est un joueur américain de basket-ball. Il évolue au poste de meneur.

## Biographie
En février 2022, Goodwin joue au BK Boudivelnyk Kiev, à Kiev, en Ukraine. Après l'invasion de l'Ukraine par la Russie, il quitte le club. Il rejoint peu après le Maccabi Rishon LeZion, club israélien.

## Palmarès

### Lycée
- 2011 : sélectionné dans la Arkansas Class 5A All-State Team
- 2012 : sélectionné dans la Arkansas Class 5A All-State Team
- 2012 : Meilleur joueur (MVP) de la Arkansas Class 5A State Championship, Championship Game MVP, and All-Tournament Team
- 2010 : AAU 17U National Championship (Arkansas Wings)
- 2011 : sélectionné dans la Arkansas Class 5A State Finalist, and All-Tournament Team
- 2011 : sélectionné pour le Nike Global Challenge Championship (USA Midwest) / USA All-Tournament Team
- 2011 et 2012 : sélectionné pour l'Arkansas Gatorade Player of the Year
- 2011 et 2012 : sélectionné pour l'Arkansas McDonald's Full Court Awards Player of the Year
- 2011 et 2012 : sélectionné pour Mr. Basketball of Arkansas (Arkansas Democrat-Gazette)
- 2012 Arkansas Class 5A State Championship, Championship Game MVP, and All-Tournament Team & MVP
- 2012 : sélectionné au PARADE Magazine All-American Team
- 2012 : sélectionné au McDonald's All-American Team
- 2012 : sélectionné à la Jordan Brand Classic / USA Basket-ball Junior Select Team
- 2012 : sélectionné à la ESPN HS Boys' Basket-ball All-American (Third Team)

### Université
- 2012-2013 : sélectionné dans la SEC All-Freshman Team[3]
- SEC Freshman of the Week (3e semaine, saison 2012-2013)
- 2012-2013 : CBSSports.com Preseason All-Freshman Second Team [4]

### NBA
- 2013 Rookie Transition Program MVP[5]

## Records sur une rencontre

### En NBA
Les records personnels d'Archie Goodwin en NBA sont les suivants, :
| Type de statistique        | Saison régulière | Saison régulière                  | Saison régulière |
| Type de statistique        | Record           | Adversaire                        | Date             |
| -------------------------- | ---------------- | --------------------------------- | ---------------- |
| Points                     | 29               | @ Kings de Sacramento             | 16 avril 2014    |
| Paniers marqués            | 11               | 2 fois                            | 2 fois           |
| Paniers tentés             | 19               | @ Clippers de Los Angeles         | 22 février 2016  |
| Paniers à 3 points réussis | 3                | @ Pelicans de La Nouvelle-Orléans | 9 avril 2016     |
| Paniers à 3 points tentés  | 6                | @ Clippers de Los Angeles         | 22 février 2016  |
| Lancers francs réussis     | 8                | 3 fois                            | 3 fois           |
| Lancers francs tentés      | 10               | 4 fois                            | 4 fois           |
| Rebonds offensifs          | 4                | 2 fois                            | 2 fois           |
| Rebonds défensifs          | 6                | 2 fois                            | 2 fois           |
| Rebonds totaux             | 7                | 3 fois                            | 3 fois           |
| Passes décisives           | 12               | Raptors de Toronto                | 2 février 2016   |
| Interceptions              | 3                | 3 fois                            | 3 fois           |
| Contres                    | 3                | Pelicans de La Nouvelle-Orléans   | 10 novembre 2013 |
| Balles perdues             | 6                | Rockets de Houston                | 4 février 2016   |
| Minutes jouées             | 45               | Raptors de Toronto                | 2 février 2016   |

- Double-double : 1
- Triple-double : 0

### En D-League
Les records personnels d'Archie Goodwin, officiellement recensés par la D-League sont les suivants :